# Malolotja Nature Reserve
Malolotja Nature Reserve – obszar chroniony (rezerwat przyrody) o powierzchni ok. 18 tys. ha utworzony w latach 70. XX wieku, znajdujący się w Górach Smoczych w północno-zachodniej części Eswatini (dawniej Suazi), w Dystrykcie Hhohho, wzdłuż granicy z Republiką Południowej Afryki.
Od 1998 roku część rezerwatu wpisana jest na listę ostoi ptaków IBA organizacji BirdLife International, a w 2001 roku została uznana za kluczowy obszar różnorodności biologicznej (KBA).

## Lokalizacja
Rezerwat Malolotja zlokalizowany jest między miastami Ngwenya i Bulembu w Dystrykcie Hhohho w północno-zachodniej części Eswatini. Zachodnią granicę rezerwatu stanowi granica eswatinijsko-południowoafrykańska (po jej drugiej stronie znajduje się rezerwat Songimvelo), zaś granicę wschodnią – droga ze stolicy kraju, Mbabane, do miasta Piggs Peak.

## Charakterystyka

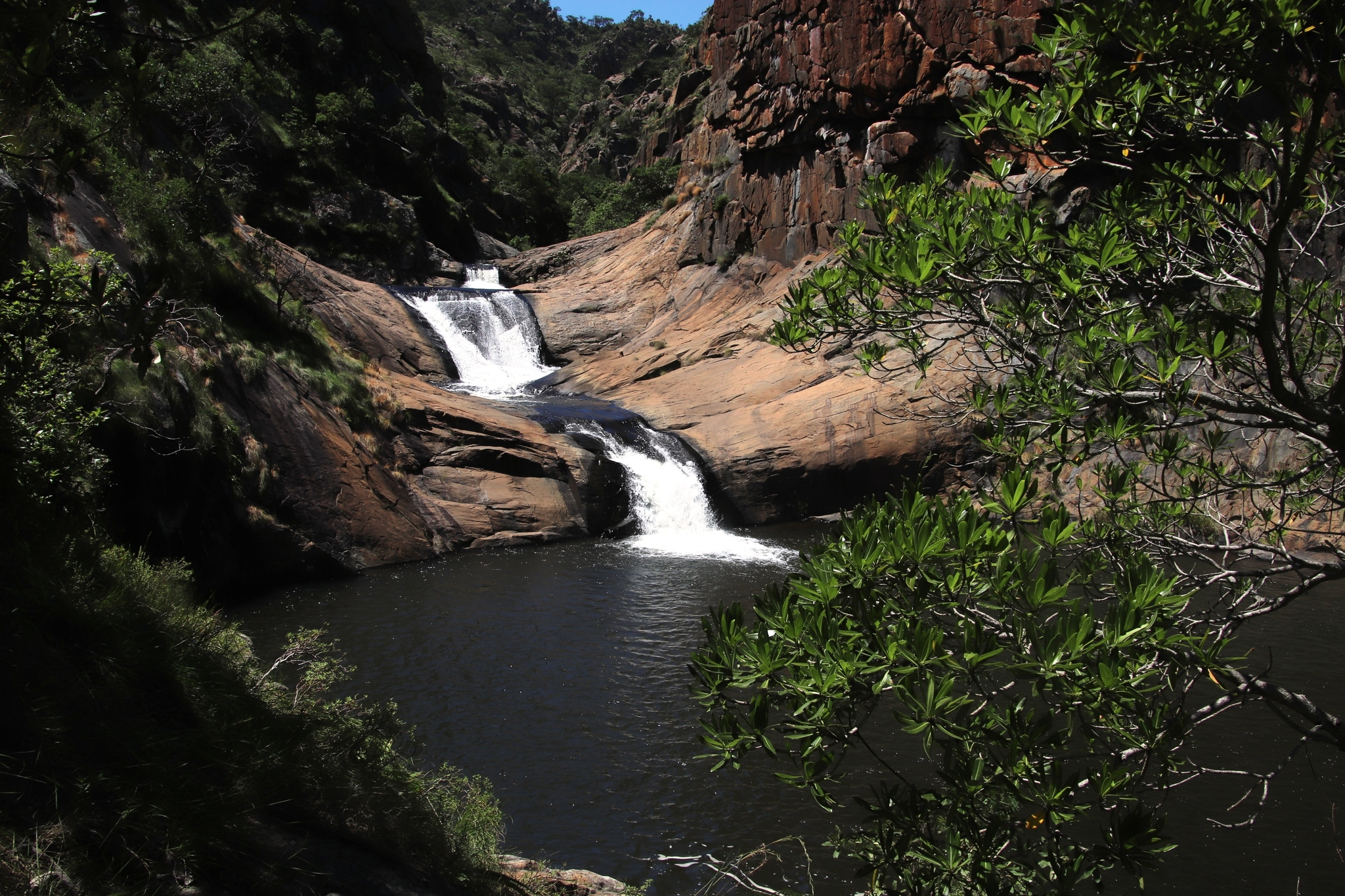
Jeden z wodospadów na rzece Malolotja (2020)

Malolotja Nature Reserve obejmuje górzysty teren położony na wschodniej krawędzi masywu Gór Smoczych (ang. Drakensberg). W rejonie tym występują jedne z najstarszych skał osadowych na Ziemi, liczące nawet 3,5–3,6 mld lat. Na obszarze rezerwatu wznoszą się m.in. góry Silotfwane (1680 m n.p.m.) i Ngwenya (1829 lub 1837 m n.p.m. – drugi pod względem wysokości szczyt kraju), natomiast najniżej położona jest dolina rzeki Komati (640 m n.p.m.).
Przez rezerwat przepływa m.in. rzeka Malolotja, która wraz z mniejszymi potokami wcina się w skaliste podłoże, rzeźbiąc głębokie wąwozy. W północnej części obszaru chronionego Malolotja wpada do rzeki Komati, po drodze tworząc malownicze wodospady, w tym najwyższy wodospad w kraju, Malolotja Falls, o wysokości 95 m.
Średnia roczna suma opadów na terenie rezerwatu wynosi 1150 mm, z czego większość przypada na miesiące letnie. Średnia temperatura dobowa wynosi +11 °C zimą i +18 °C latem. Wilgotność powietrza waha się od ok. 65% zimą do ok. 85% latem.
Rezerwat został założony w 1979 roku, a w 1984 roku został udostępniony do zwiedzania. Przez jego obszar przebiega ok. 200 km szlaków turystycznych, a do dyspozycji odwiedzających udostępnione są kempingi oraz drewniane domki stylizowane na tradycyjne chaty. Malolotja Nature Reserve pozostaje najlepiej zachowanym w swojej pierwotnej formie obszarem na terenie Eswatini, choć zagrażają mu plany wydobywania na skalę przemysłową zielonego czertu w lesie mglistym Mgwayiza oraz ponownego uruchomienia kopalni rudy żelaza Ngwenya znajdującej się w południowej części rezerwatu.

## Flora

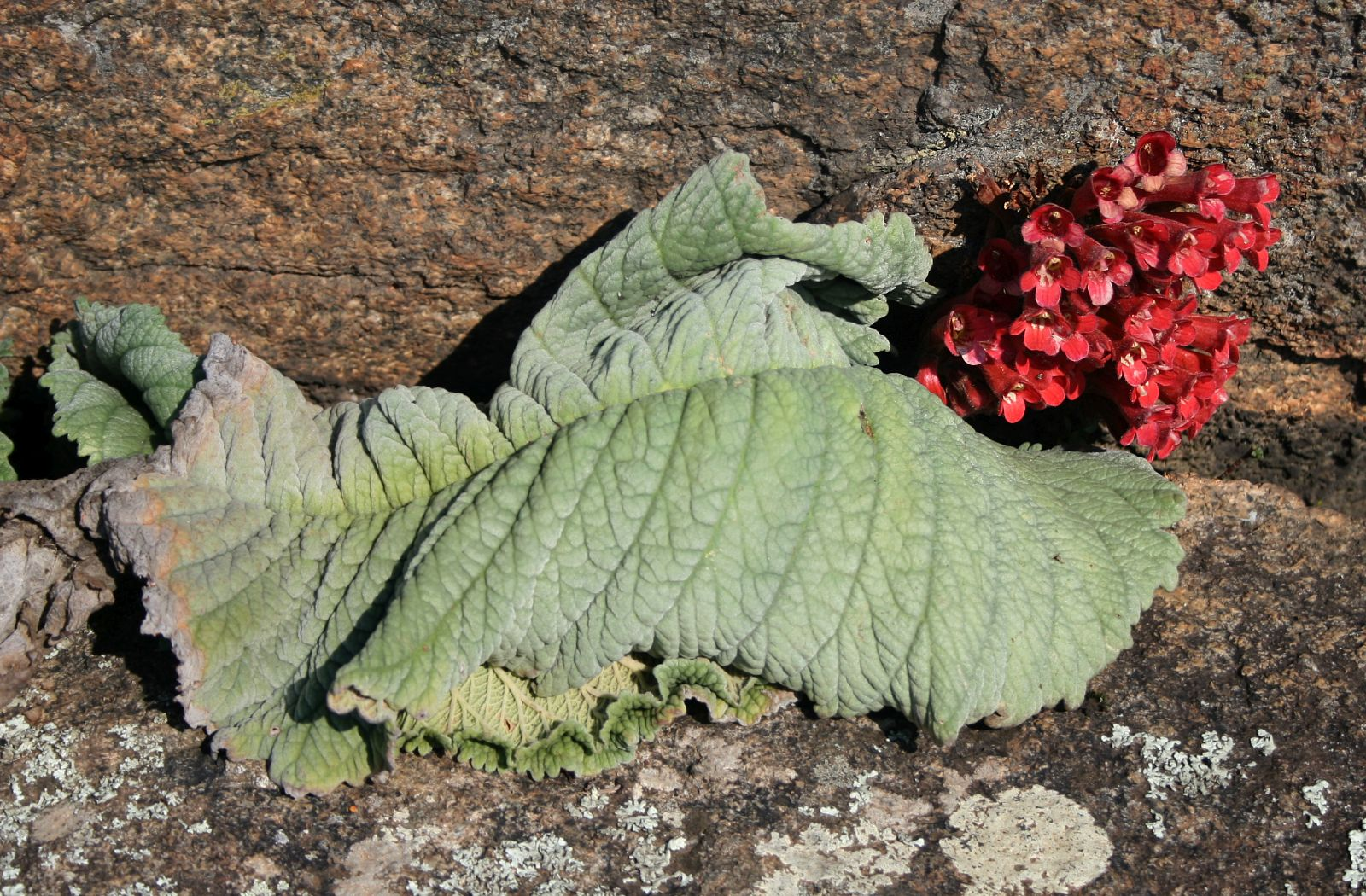
Streptocarpus dunnii na terenie rezerwatu (2019)

Obszar rezerwatu jest bardzo zróżnicowany pod względem znajdujących się na nim zbiorowisk roślinnych. Występują tu rozległe kwaśne łąki i sawanny (Weld) porastające niższe wzgórza; w wyższych partiach gór rosną wilgotne lasy mgliste o cechach wysokogórskich oraz lasy afrogórskie. Wzdłuż cieków wodnych rozciągają się gęste zarośla krzewiaste (fynbos) charakterystyczne dla państwa florystycznego Capensis. Występują tu także porośnięte roślinnością bagienno-torfowiskową tereny podmokłe oraz okresowo wysychające zbiorniki wodne noszące pochodzącą z języka afrikaans nazwę vlei.
Na terenie Malolotja Nature Reserve występują trzy rzadkie gatunki zgłowieni (sagowców z rodziny zamiowatych): Encephalartos paucidentatus, Encephalartos lanatus i Encephalartos laevifolius. Są to gatunki charakterystyczne dla tzw. pasa zieleńcowego Barberton, występujące również w RPA. W rezerwacie rosną również okazy niewielkich drzew zagrożonego gatunku Cassipourea swaziensis z rodziny korzeniarowatych. Na niżej położonych obszarach np. w dolinie Komati, Malolotji czy w lesie Mgwayiza występują drzewa z rodzaju Afrocarpus, Celtis oraz Anthocleista grandiflora.
Fynbos na terenie rezerwatu porasta sześć gatunków srebrników (Protea), natomiast obszary torfowisk i vlei – liczne gatunki storczyków i amarylkowatych. W wąskich szczelinach między wychodniami skalnymi rośnie skrętnik Streptocarpus dunnii wytwarzający jasnoczerwony kwiatostan w kształcie trąbki oraz duży, pojedynczy jasnozielony liść odżywiający roślinę, obumierający z chwilą wydania przez nią owoców.

## Fauna

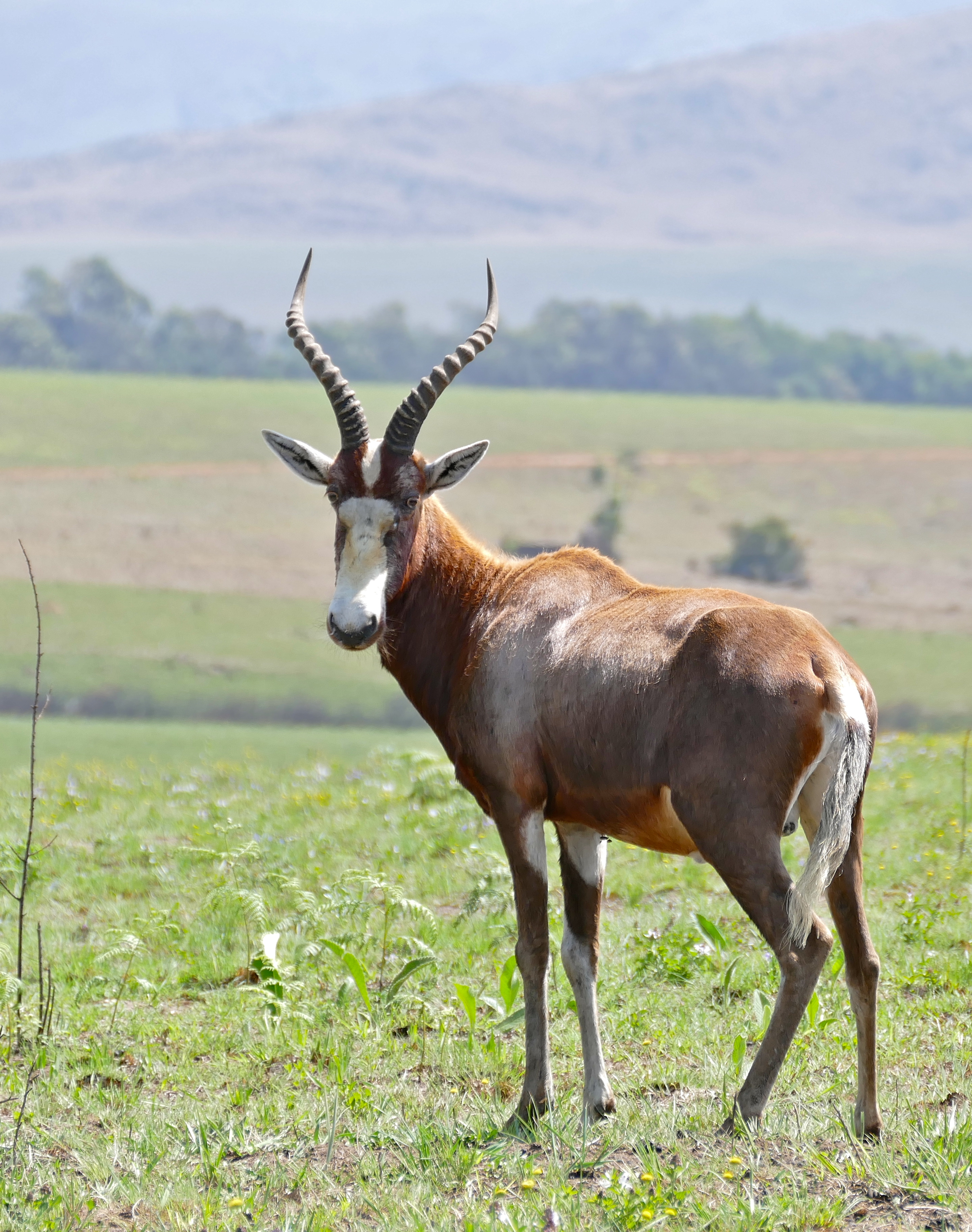
Blesbok na terenie rezerwatu (2016)

Fauna rezerwatu pozostaje stosunkowo słabo zbadana. Szacuje się, że na tym obszarze występują 124 gatunki motyli i aż 612 gatunków ciem. Kręgowce reprezentowane są przez 7 gatunków ryb, 21 gatunków płazów, 61 gatunków płazów, 271 (bądź ok. 290) gatunków ptaków oraz 56 gatunków ssaków. Oprócz zwierząt dziko żyjących na tym terenie występują też bezpańskie zwierzęta gospodarskie, psy i koty z okolic, a także stado zdziczałych kóz.

### Herpetofauna
Świat płazów i gadów na terenie rezerwatu obejmuje łącznie ok. 80 gatunków, których różnorodność odzwierciedla różnorodność siedlisk na tym obszarze. Ok. 35% z nich to eswatinijskie endemity, do których zalicza się np. odkryta w 1984 roku jaszczurka Afroedura major czy wąż Inyoka swazicus odkryty w 1968 roku. Jadowitymi gatunkami węzy w Malolotja Nature Reserve są żmija sykliwa (Bitis arietans), Hemachatus haemachatus, Naja mossambica, czarna mamba (Dendroaspis polylepis), boomslang (Dispholidus typus) i biczowąż długonosy (Ahaetulla nasuta).

### Awifauna

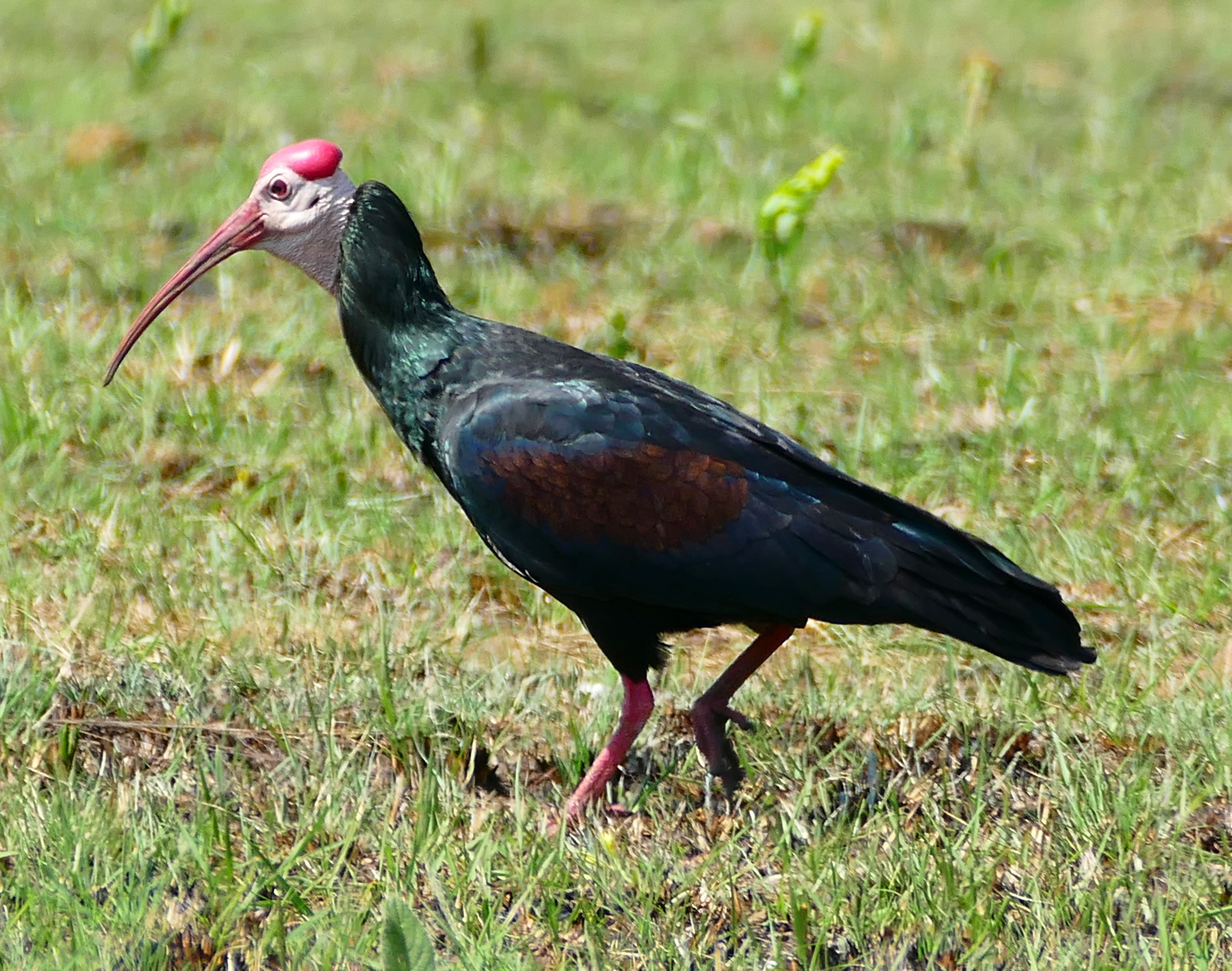
Ibis łysy (2016)

W 2001 roku na terenie Malolotja Nature Reserve odnotowano występowanie ok. 290 gatunków ptaków. Rezerwat stanowi jedyne miejsce na terenie Eswatini, gdzie regularnie występuje zagrożona wyginięciem jaskółka długosterna (Hirundo atrocaerulea), która – podobnie jak smolarek łuskowany (Myrmecocichla formicivora), drop białoskrzydły (Ardeotis denhami) i czajka czarnoskrzydła (Vanellus melanopterus) – żeruje na niskich łąkach we wschodniej części rezerwatu. Innym rzadkim i zagrożonym gatunkiem jest ibis łysy (Geronticus calvus), którego kolonia lęgowa znajduje się niedaleko wodospadu Malolotja. Niegdyś występował tu również żuraw rajski (Anthropoides paradisea), jednak od 1994 roku gatunku nie stwierdzono.
Na terenach bagiennych i vlei występuje m.in. przepiórnik czarnorzytny (Turnix nanus) i kusokurka smugowana (Sarothrura affinis) oraz przepiórnik hotentocki (Turnix hottentottus), płomykówka ziemna (Tyto capensis) i błotniak afrykański (Circus ranivorus), a dawniej również koronnik szary (Balearica regulorum). Brzegi strumieni i rzek zamieszkuje zimorodek turkusowy (Alcedo semitorquata), zimorodek malachitowy (Corythornis cristatus), perkołyska afrykańska (Podica senegalensis) oraz rybaczek wielki (Megaceryle maxima), lasy afrogórskie – nektarniki, dudkowiec natalski (Promerops gurneyi), turak niebieskozielony (Tauraco corythaix), kapturniczek (Lioptilus nigricapillus), złotokos rdzaworzytny (Cossypha dichroa) i afrokulczyk leśny (Serinus scotops) oraz odnalezione w 1998 roku w lesie Mgwayiza na północ od rzeki Komati drozdaczek pomarańczowogardły (Zoothera gurneyi) i drozdówek brunatny (Cercotrichas signata), zaś wychodnie skalne – nagórnik modroszyi (Monticola explorator), zulusek (Campicoloides bifasciatus) i dzięciolik ziemny (Geocolaptes olivaceus). U podnóża gór występuje frankolin rdzawoboczny (Scleroptila shelleyi), a na obszarach bardziej równinnych – dzierzbiki, kukale, ametyszczak (Cinnyricinclus leucogaster), żołna mała (Merops pusillus) czy turak rdzawy (Gallirex porphyreolophus).

### Ssaki
Do dużych ssaków zamieszkujących trawiaste tereny Malolotja Nature Reserve należą m.in. sasebi zuluski (blesbok; Damaliscus dorcas phillipsi) i gnu brunatne (Connochaetes gnou) reintrodukowane na tym obszarze, oribi smukłonogi (Ourebia ourebi) występujący wyłącznie we wschodniej Republice Południwej Afryki i Eswatini oraz gnu pręgowane (Connochaetes taurinus) i zebra. Oprócz tego żyją tu też pelea sarnia (Pelea capreolus), myszoryjek przylądkowy (Myosorex varius), ryjówek najmniejszy (Suncus infinitesimus) i złotokrecik hotentocki (Amblysomus hottentotus) oraz ridbok górski i ridbok południowy, Tragelaphus sylvaticus, bawolec rudy, koziołek skalny, dujker czerwony i impala, a także pędzlogon zwinny.
Drapieżnikami żyjącymi w rezerwacie są m.in. protel, karakal, lampart, szakal czaprakowy czy serwal. Występują tu również: likaon pstry, guziec, wyderka białolica, mrównik afrykański, dzikan zaroślowy, jeżozwierz, galago, hipopotam, kotawiec sawannowy, góralek skalny, zając zaroślowy i pawian.